# همدان (خدا أفرين)
همدان هي قرية في مقاطعة خدا أفرين، إيران. عدد سكان هذه القرية هو 126 في سنة 2006.